# اسکات وینر
اسکات وینر (متولد ۱۱ مه ۱۹۷۰) سیاستمدار آمریکایی و عضو سنای ایالت کالیفرنیا است. وی دموکرات و نماینده یازدهمین مجلس سنا است که شامل سانفرانسیسکو و مناطقی از شهرستان سن ماتئو می‌شود.
پیش از انتخاب به عنوان عضو سنای ایالت در سال ۲۰۱۶، وینر در هیئت نظارت بر سان‌فرانسیسکو به نمایندگی از منطقه ۸ فعالیت می‌کرد.او همچنین به عنوان رئیس اداره حمل و نقل شهرستان سان فرانسیسکو، نماینده سانفرانسیسکو به عنوان کمیساری در کمیسیون حمل و نقل متروپولیتن منطقه‌ای نیز خدمت می‌کرد. وی نماینده سانفرانسیسکو به عنوان مدیر در هیئت مدیره منطقه گلدن گیت، بزرگراه و حمل و نقل ناحیه‌ای بود.